# Dora, Alabama
Dora är en stad i Walker County i Alabama. Vid 2010 års folkräkning hade Dora 2 025 invånare.